# Partit Liberal Moderat
El Partit Liberal Moderat (en noruec: Moderate Venstre) va ser un partit polític de Noruega que va sorgir de les branques moderades i religioses del Partit Liberal el 1888. El gir del partit cap a la cooperació amb el Partit Conservador va provocar una escissió del partit l'any 1891, per acabar aguditzant el seu perfil com a partit moderat-conservador. El partit es va dissoldre poc després de la dissolució de la unió amb Suècia el 1905.

## Història
El Partit es va formar el 4 de febrer de 1888, quan una branca conservadora i religiosa es va separar del Partit Liberal. Els principals membres del partit incloïen Jakob Sverdrup, Baard Haugland, Ole Vollan i Lars Oftedal. Els conflictes polítics entre liberals i conservadors el 1891 van donar lloc a una escissió entre els mateixos moderats, amb els moderats més d'esquerres tornant al partit mare. La divisió va donar lloc a un perfil més uniformat a mesura que el partit restant va aguditzar la seva oposició contra els liberals "purs" i es va fer més proper amb els conservadors.
A mitjans de la dècada de 1890, l'objectiu central del partit es va convertir en treballar en contra de la política cada cop més radical dels liberals de desafiar la unió amb Suècia, atorgant a la població drets de vot generals i introduint impostos estatals directes. L'escissió de 1891 també va fer que el partit s'assentés més fermament en la temprança, la religió i la moral, mentre que va prendre posicions centristes pel que fa a les qüestions socials i econòmiques.
De 1895 a 1898 el partit va estar representat al primer gabinet de Hagerup. El 1903, el partit es va unir al Partit de Coalició juntament amb els conservadors. Va formar part del gabinet de Michelsen durant la dissolució de la unió amb Suècia, des de 1905 fins a 1906, quan es va fusionar efectivament amb el Partit Conservador després de la introducció de districtes uninominals. No obstant això, Magnus Halvorsen està registrat sota l'etiqueta de liberal moderat com a ministre de Finances al gabinet de Løvland des de 1907 fins a 1908. El partit mai havia desenvolupat cap organització de partit sòlida, funcionant més com un mitjà per a representants individuals.
De vegades, el partit ha estat descrit com un predecessor del modern Partit Democristià, fundat el 1933.

## Resultats electorals
| Any  | Vots                             | Escons   | Escons | Pos. | Notes                   |
| Any  | %                                | #        | ±      | Pos. | Notes                   |
| ---- | -------------------------------- | -------- | ------ | ---- | ----------------------- |
| 1888 | 19.5%                            | 25 / 114 | Nou    | 3r   |                         |
| 1891 | En coalició amb els Conservadors | 16 / 114 | 9      | =    |                         |
| 1894 | En coalició amb els Conservadors | 15 / 114 | 1      | =    | Al govern entre 1895-98 |
| 1897 | En coalició amb els Conservadors | 10 / 114 | 5      | =    | Al govern entre 1895-98 |
| 1900 | En coalició amb els Conservadors | 6 / 114  | 4      | =    |                         |
| 1903 | En coalició amb els Conservadors | 10 / 114 | 4      | =    | Al govern entre 1905-06 |